# Ophonus achilles
Ophonus achilles es una especie de escarabajo terrestre de la subfamilia Harpalinae, género Ophonus y subgénero Ophonus (Metophonus). Se encuentra en Turquía